# Spielbank Berlin
Die Spielbank Berlin wurde im Jahr 1975 gegründet und eröffnet. Die Spielbank betreibt vier Standorte in Berlin. Sie wird jährlich von mehr als 600.000 Gästen besucht (Stand 2019).

## Geschichte
Am 1. Oktober 1975 wurde die Spielbank Berlin im Europa-Center in West-Berlin eröffnet. Es war zum damaligen Zeitpunkt die 18. deutsche Spielbank. Am 2. Februar 1984 kam der erste Nebenstandort im Hotel Steigenberger am Los-Angeles-Platz zum Haupthaus hinzu. Es war der erste Standort der Spielbank Berlin, der Automatenspiel anbot.
Nach der Wiedervereinigung war der Berliner Senat bestrebt, die Aufwertung des Gebietes um den Potsdamer Platz beschleunigt voranzutreiben. In diesem Zusammenhang zog das Haupthaus der Spielbank Berlin vom Europa-Center zum Potsdamer Platz und eröffnete dort am 2. Oktober 1998 in einem von Renzo Piano entworfenen Gebäudekomplex, zu dem auch das Theater am Potsdamer Platz gehört. Der dritte Standort der Spielbank Berlin nahm am 22. November 2003 in der Hasenheide seinen Betrieb auf. Am 4. März 2005 wurde als vierter Standort eine Filiale in Spandau eröffnet.
Bis zum Jahr 2012 vergab der Berliner Senat eine zweite Lizenz an die WestSpiel-Gruppe. Diese betrieb zunächst ein Casino in der 37. Etage des Park Inn Hotels am Alexanderplatz, bevor es im Herbst 2010 von dort an den Fuß des Fernsehturms zog. Aufgrund von wirtschaftlichen Problemen zog sich Westspiel aus Berlin zurück. Die Spielbank Berlin übernahm zum 1. Januar 2013 die Lizenz und den Standort inklusive Inventar und Personal. Somit betrieb die Spielbank Berlin kurzzeitig fünf Standorte bis zur Schließung des Standorts Hasenheide am 31. Dezember 2017.
Im November 2016 erhielt die Spielbank vom Berliner Senat die Konzession für den Betrieb von Glücksspiel in der Zeit von 2018 bis 2032.
Im Juni 2021 wurde die Filiale am Los-Angeles-Platz geschlossen und im Gegenzug ein neuer Standort am Kurfürstendamm eröffnet.

## Unternehmen
Neben dem persönlich haftenden Gründungsgesellschafter Gustav Jaenecke zählten zu den zehn Kommanditisten im Jahr 1975 unter anderen Manfred von Richthofen, Karl Heinz Pepper, Arno Türklitz und Hans Rosenthal.
Die Spielbank Berlin GmbH & Co. KG hat heute (Stand 2022) als Komplementärin die Spielbank Berlin Verwaltungsgesellschaft mbH sowie zwei Kommanditisten: Seit 2011 ist die Novomatic AG Gesellschafter der Spielbank Berlin. Die Gauselmann-Gruppe ist seit 2016 mit Ausschreibung der neuen Konzession als weiterer Gesellschafter mit einem Anteil von 40 Prozent eingestiegen.
Die Bruttospielerträge (Spieleinsätze – Gewinnausschüttungen) und Spielbankabgabe der Spielbank Berlin in TEuro gemäß den Angaben der im Bundesanzeiger veröffentlichten Jahresabschlüsse: